# 円通寺 (庄原市)
円通寺（えんつうじ）は、広島県庄原市本郷町にある臨済宗妙心寺派の寺院。山号は慈高山。本尊は千手観音菩薩。

## 歴史
この寺の創建年代等については不詳であるが、奈良時代の僧行基が千手堂を建立したのに始まるとも、1324年（正中元年）備後国守護代山内首藤通資によって創建されたとも伝えられる。なお、この寺は天文年間（1532年 - 1555年）に）備後山内氏九代山内直通により中興されている。
- 備後山内氏甲山城の城郭に位置する。
- 備後山内氏菩提寺である。

## 文化財

### 重要文化財（国指定）
- 本堂 （附 厨子）